# Чарльз Роллс
Чарльз Стюарт Роллс (англ. Charles Stewart Rolls; 27 серпня 1877, Лондон — 12 липня 1910 під Борнмутом) — британський авіатор, що заснував разом з Генрі Ройсом компанію Rolls-Royce.
Чарльз Роллс — молодший з чотирьох дітей багатого домовласника, полковника Джона Роллса, барона Лангатока — народився в Лондоні, але виріс у сімейному маєтку поблизу Монмута.
Здобувши середню освіту в Ітоні і інженерну — в Кембриджі, Роллс захопився автомобілями, ставши третім в Уельсі автомобілістом.
У 1896 Роллс придбав свою першу машину, Peugeot Phaeton — першу в Кембриджі, очолив акцію протесту за скасування тодішнього обмеження швидкості в 4 милі на годину (6.4 км / год) і добився триразового його підвищення; в 1903 поставив національний рекорд швидкості в 93 милі на годину.
У тому ж році він заснував у Лондоні фірму з продажу французьких автомобілів.
У 1904 Роллс зустрів техніка Генрі Ройса, і в 1906 відбулося організація виробництва під вивіскою Rolls-Royce; Ройс вів інженерну сторону справи, Роллс — фінанси та продажі. Починаючи з 1907, автомобілі Rolls-Royce успішно виступали в гонках і набули репутації, що зберігається донині.
Роллс почав літати на повітряних кулях в 1898, зробивши на них 170 польотів.
У 1903 він став співзасновником Королівського аероклубу.
Аеропланами Роллс всерйоз зайнявся тільки на початку 1910 року, на час відійшовши від справ у Rolls-Royce.
Навесні 1910 Роллс отримав другу в країні (після Джона Мура) ліцензію на пілотування аероплана. 2 липня 1910 він поставив рекорд часу у перельоті через Ла-Манш і назад, побивши результат Луї Блеріо (це був третій за рахунком переліт через протоку, після Блеріо і Жака Лессепса).
10 липня 1910 Роллс встановив на своєму біплані Райта французької побудови нові горизонтальні керма. 12 липня 1910 під Борнмутом, на висоті всього 20 футів (6 м), літак розвалився в повітрі; Роллс загинув, ставши першим британцем — жертвою авіакатастрофи.